# Филин, Николай Иванович
Никола́й Ива́нович Фи́лин (6 апреля 1962, дер. Красилово, Валдайский район, Новгородская область — 1 июля 2019, Баренцево море) — российский офицер Военно-морского флота, подводник-гидронавт, капитан 1 ранга. Испытатель глубоководной военной техники. Герой Российской Федерации (2018). 1 июля 2019 года погиб во время пожара на автономной глубоководной подводной станции АС-12.

## Биография
Родился 6 апреля 1962 года в деревне Красилово, Валдайского района, Новгородской области в многодетной семье. Отец умер, когда Николаю было 2 года. Николая, его трёх сестёр — Татьяну, Наталью, Лидию и брата Юрия воспитывала мама. В 1969 году пошёл в первый класс восьмилетней школы в деревне Красилово. С 1977 по 1979 год продолжал учиться в Едровской средней школе, после окончания которой поступил на специальный факультет (с 1988 года получил открытое наименование — факультет ядерных энергетических установок) Высшего военно-морского инженерного училища имени Ф. Э. Дзержинского, которое окончил в 1984 году с присвоением звания — лейтенант.
С августа по октябрь 1984 года служил командиром группы подводной лодки в 41-й дивизии атомных подводных лодок Северного флота в посёлке Гремиха. С октября 1984 по февраль 1986 года проходил обучение в 93-м учебном центре ВМФ СССР (в/ч 56190) в г. Палдиски Эстонской ССР. Затем продолжил службу в 18-й дивизии атомных подводных лодок Северного флота.
С 1987 года был приписан к войсковой части № 45707, расквартированной в Петродворце и подчинённой Главному управлению глубоководных исследований Министерства обороны РФ, являлся старшим специалистом центра.
В 2018 году за выполнение особо важного задания и проявленные при этом мужество и высокий профессионализм был представлен к званию Героя России. 27 июня 2018 года Президент России Владимир Владимирович Путин в Кремле вручил медаль «Золотая Звезда» Герою России капитану 1 ранга Н. И. Филину.
1 июля 2019 года Н. И. Филин погиб во время пожара на автономной глубоководной подводной станции АС-31 (до модернизации — АСГ-12), известной также как «Лошарик». В результате пожара на лодке погибло от отравления продуктами горения 14 членов экипажа, среди которых семь капитанов 1 ранга, в том числе два Героя России — Николай Филин и командир подводной лодки Д. В. Долонский. Возгорание произошло в ходе проведения батиметрических работ в Баренцевом море — измерений рельефа дна в российских территориальных водах. Благодаря самоотверженным действиям команды очаг возгорания был ликвидирован, лодка вернулась на базу в Североморск.
6 июля 2019 года похоронен с воинскими почестями на Серафимовском кладбище Санкт-Петербурга.
Имя присвоено улице Петергофа. В 2021 г. в г. Валдай установлен памятный знак.

## Награды и отличия
- Герой Российской Федерации (Медаль «Золотая Звезда» вручена 27 июня 2018 года)[5];
- четыре ордена Мужества[1](последний 5 июля 2019 года посмертно[16]);
- орден «За военные заслуги»[1];
- медали, в том числе медаль «За отвагу»[1];
- почётная грамота президента РФ.

## Семья
- Жена — Елена Николаевна, пенсионерка.
- Дочь — Ия[17].
- Дочь — Елена.
- Сын — Александр[2].

Семья проживает в городе Ломоносов.